# Miyagia
Miyagia Miyabe ex Syd. & P. Syd. (rdzawnica) – rodzaj grzybów z rodziny rdzowatych (Pucciniaceae). W Polsce występuje Miyagia pseudosphaeria.

## Systematyka i nazewnictwo
Pozycja w klasyfikacji według Index Fungorum: Pucciniaceae, Pucciniales, Incertae sedis, Pucciniomycetes, Pucciniomycotina, Basidiomycota, Fungi.
Takson ten w 1913 r. utworzyli Miyabe Kingo oraz Hans Sydow i Paul Sydow. Synonim: Peristemma Syd.

## Gatunki
- Miyagia anaphalidis Miyabe 1913
- Miyagia macrospora Hirats. f. 1943,
- Miyagia pseudosphaeria (Mont.) Jørst. 1962 (Peristemma pseudosphaeria (Mont.) Jørst. 1956)

Nazwy naukowe na podstawie Index Fungorum.